# V408 Андромеды
V408 Андромеды (лат. V408 Andromedae) — одиночная переменная звезда в созвездии Андромеды на расстоянии (вычисленном из значения параллакса) приблизительно 36000 световых лет (около 11038 парсеков) от Солнца. Видимая звёздная величина звезды — от +15,6m до +14,8m.

## Характеристики
V408 Андромеды — жёлтая пульсирующая переменная звезда типа RR Лиры (RRAB) спектрального класса G-F. Эффективная температура — около 5958 K.